# Liên hoan phim quốc tế Berlin lần thứ 65
Liên hoan phim quốc tế Berlin lần thứ 65 được tổ chức từ ngày 5 đến 15 tháng 2 năm 2015, do đạo diễn Darren Aronofsky làm chủ tịch Hội đồng giám khảo. Đạo diễn người Đức Wim Wenders sẽ trao giải Gấu vàng Danh dự. Bảy bộ phim đầu tiên của liên hoan đã phim được công bố vào ngày 15 tháng 12 năm 2014. Bộ phim Nobody Wants the Night của Isabel Coixet được chọn làm bộ phim mở màng trong buổi khai mạc liên hoan phim này.
Bộ phim Taxi của đạo diễn Jafar Panahi, đã giành được giải thưởng Gấu Vàng, và được trình chiếu ở cuối liên hoan phim.

## Cạnh tranh

### Ban giám khảo
Dưới đây là danh sách các giám khảo của liên hoan phim lần này:
| Tên     | Tên                               | Nghề nghiệp                       | Quốc tịch |
| ------- | --------------------------------- | --------------------------------- | --------- |
| nothumb | Darren Aronofsky (Jury president) | Đạo diễn phim                     | Hoa Kỳ    |
| nothumb | Daniel Brühl                      | Diễn viên                         | Đức       |
| nothumb | Bong Joon-ho                      | Đạo diễn phim                     | Hàn Quốc  |
| nothumb | Martha De Laurentiis              | Nhà sản xuất phim                 | Hoa Kỳ    |
| nothumb | Claudia Llosa                     | Đạo diễn phim                     | Peru      |
| nothumb | Audrey Tautou                     | Nữ diễn viên                      | Pháp      |
| nothumb | Matthew Weiner                    | Nhà văn, đạo diễn và nhà sản xuất | Hoa Kỳ    |

Những người sau đây là ban giám khảo cho phim truyện đầu tiên tốt nhất:
- Fernando Eimbcke, đạo diễn người Mexico
- Joshua Oppenheimer, đạo diễn phim người Mỹ
- Olga Kurylenko, nữ diễn viên người Pháp

### Các phim tranh giải
Các bộ phim sau đây được lựa chọn để cạnh tranh giải thưởng Gấu Vàng và Gấu bạc
| Tên tiếng Anh                              | Tên chính thức                                           | Đạo diễn                   | Quốc gia sản xuất                    |
| ------------------------------------------ | -------------------------------------------------------- | -------------------------- | ------------------------------------ |
| 45 Years                                   | 45 Years                                                 | Andrew Haigh               | Vương quốc Anh                       |
| Aferim!                                    |                                                          | Radu Jude                  | Romania, Bulgaria, Cộng hòa Séc      |
| As We Were Dreaming                        | Als wir träumten                                         | Andreas Dresen             | Đức, Pháp                            |
| Big Father, Small Father and Other Stories | Cha và con và...                                         | Phan Đăng Di               | Việt Nam                             |
| Body                                       | Ciało                                                    | Małgorzata Szumowska       | Ba Lan                               |
| Chasuke's Journey                          | 天の茶助 Ten no Chasuke                                  | Sabu                       | Nhật Bản                             |
| Diary of a Chambermaid                     | Journal d'une femme de chambre                           | Benoît Jacquot             | Bỉ, Pháp                             |
| Eisenstein in Guanajuato                   | Eisenstein in Guanajuato                                 | Peter Greenaway            | Hà Lan, México, Bỉ, Phần Lan         |
| Gone with the Bullets                      | 一步之遥 Yi bu zhi yao                                   | Jiang Wen                  | Trung Quốc                           |
| Ixcanul Volcano                            | Ixcanul                                                  | Jayro Bustamante           | Guatemala, Pháp                      |
| Knight of Cups                             | Knight of Cups                                           | Terrence Malick            | Hoa Kỳ                               |
| Nobody Wants the Night                     | Nadie quiere la noche                                    | Isabel Coixet              | Tây Ban Nha, Pháp, Bulgaria          |
| Queen of the Desert                        | Queen of the Desert                                      | Werner Herzog              | Hoa Kỳ, Morocco                      |
| Sworn Virgin                               | Vergine giurata                                          | Laura Bispuri              | Italy, Thụy Sĩ, Đức, Albania, Kosovo |
| Taxi                                       | تاکسی                                                    | Jafar Panahi               | Iran                                 |
| The Club                                   | El Club                                                  | Pablo Larraín              | Chile                                |
| The Pearl Button                           | El botón de nácar                                        | Patricio Guzmán            | Pháp, Chile, Tây Ban Nha             |
| Under Electric Clouds                      | Под электрическими облаками Pod electricheskimi oblakami | Aleksei Alekseivich German | Nga, Ukraine, Ba Lan                 |
| Victoria                                   | Victoria                                                 | Sebastian Schipper         | Đức                                  |

### Các phim không tranh giải
Các bộ phim sau đây đã được lựa chọn để trình chiếu không tranh giải:
| Tên tiếng Anh            | Tên chính thức | Đạo diễn            | Quốc gia sản xuất                 |
| ------------------------ | -------------- | ------------------- | --------------------------------- |
| 13 Minutes               | Elser          | Oliver Hirschbiegel | Đức                               |
| Cinderella               | Cinderella     | Kenneth Branagh     | Hoa Kỳ                            |
| Every Thing Will Be Fine |                | Wim Wenders         | Đức, Canada, Pháp, Sweden, Norway |
| Mr. Holmes               | Mr. Holmes     | Bill Condon         | Vương quốc Anh, Hoa Kỳ            |

### Panorama
Các bộ phim sau đây đã được lựa chọn cho các mục Panorama:
| Tên tiếng Anh                              | Tên chính thức                                  | Đạo diễn               | Quốc gia sản xuất           |
| ------------------------------------------ | ----------------------------------------------- | ---------------------- | --------------------------- |
| 54 (director's cut)                        | 54                                              | Mark Christopher       | Hoa Kỳ                      |
| 600 Miles                                  | 600 Millas                                      | Gabriel Ripstein       | México                      |
| Absence                                    | Ausência                                        | Chico Teixeira         | Brazil, Chile, Pháp         |
| Angelica                                   | Angelica                                        | Mitchell Lichtenstein  | Hoa Kỳ                      |
| Bizarre                                    | Bizarre                                         | Étienne Faure          | Pháp, Hoa Kỳ                |
| Blue Blood                                 | Sangue azul                                     | Lírio Ferreira         | Brazil                      |
| The Blue Hour                              | Onthakan                                        | Anucha Boonyawatana    | Thailand                    |
| Butterfly                                  | Mariposa                                        | Marco Berger           | Argentina                   |
| Chorus                                     | Chorus                                          | François Delisle       | Canada                      |
| Dora or the Sexual Neuroses of Our Parents | Dora oder Die sexuellen Neurosen unserer Eltern | Stina Werenfels        | Thụy Sĩ, Germany            |
| Dyke Hard                                  | Dyke Hard                                       | Bitte Andersson        | Sweden                      |
| The Fire                                   | El incendio                                     | Juan Schnitman         | Argentina                   |
| How to Win at Checkers (Every Time)        | How to Win at Checkers (Every Time)             | Josh Kim               | Thailand, Hoa Kỳ, Indonesia |
| I Am Michael                               | I Am Michael                                    | Justin Kelly           | Hoa Kỳ                      |
| The Last Summer of the Rich                | Der letzte Sommer der Reichen                   | Peter Kern             | Áo                          |
| Love, Theft and Other Entanglements        | Al-Hob wa Al-Sariqa wa Mashakel Ukhra           | Muayad Alayan          | Palestine                   |
| A Minor Leap Down                          | Paridan az Ertefa Kam                           | Hamed Rajabi           | Iran, Pháp                  |
| Murder in Pacot                            | Meurtre à Pacot                                 | Raoul Peck             | Pháp, Haiti, Norway         |
| Nasty Baby                                 | Nasty Baby                                      | Sebastián Silva        | Hoa Kỳ                      |
| Necktie Youth                              | Necktie Youth                                   | Sibs Shongwe-La Mer    | Cộng hòa Nam Phi            |
| Ned Rifle                                  | Ned Rifle                                       | Hal Hartley            | Hoa Kỳ                      |
| Ode to My Father                           | Gukjesijang                                     | Yoon Je-kyoon          | South Korea                 |
| Out of My Hand                             | Out of My Hand                                  | Takeshi Fukunaga       | Hoa Kỳ                      |
| Out of Nature                              | Mot naturen                                     | Ole Giæver, Marte Vold | Norway                      |
| Paradise in Service                        | 軍中樂園 Jun Zhong Le Yuan                      | Doze Niu               | Trung Hoa Dân Quốc          |
| Petting Zoo                                | Petting Zoo                                     | Micah Magee            | Germany, Greece, Hoa Kỳ     |
| Pioneer Heroes                             | Pionery-geroi                                   | Natalia Kudryashova    | Nga                         |
| The Sea Is Behind                          | Al bahr min ouaraikoum                          | Hisham Lasri           | Morocco                     |
| The Second Mother                          | Que Horas Ela Volta?                            | Anna Muylaert          | Brazil                      |
| Stories of Our Lives                       | Stories of Our Lives                            | Jim Chuchu             | Kenya                       |
| The Summer of Sangailé                     | Sangailė                                        | Alanté Kavaïté         | Lithuania, Pháp, Hà Lan     |
| Thanatos, Drunk                            | Zui Sheng Meng Si                               | Chang Tso-Chi          | Trung Hoa Dân Quốc          |
| Tough Love                                 | Härte                                           | Rosa von Praunheim     | Đức                         |
| Why Me?                                    | De ce eu?                                       | Tudor Giurgiu          | Romania, Bulgaria, Hungary  |

### Berlinale Special
Các bộ phim sau đây đã được lựa chọn cho Giải thưởng đặc biệt cho dịch vụ phục vụ ngày hội:
| Tên tiếng Anh             | Tên chính thức       | Đạo diễn                                          | Quốc gia sản xuất                                     |
| ------------------------- | -------------------- | ------------------------------------------------- | ----------------------------------------------------- |
| Are You Here              | Are You Here         | Matthew Weiner                                    | Hoa Kỳ                                                |
| Bloodline                 | Bloodline            | Todd A. Kessler, Daniel Zelman, and Glenn Kessler | Hoa Kỳ                                                |
| La Bohème                 | Breathe Umphefumlo   | Mark Dornford-May                                 | Cộng hòa Nam Phi                                      |
| Fifty Shades of Grey      | Fifty Shades of Grey | Sam Taylor-Johnson                                | Hoa Kỳ                                                |
| Greenery Will Bloom Again | Torneranno i prati   | Ermanno Olmi                                      | Italy                                                 |
| Life                      | Life                 | Anton Corbijn                                     | Vương quốc Anh, Canada                                |
| The Look of Silence       | The Look of Silence  | Joshua Oppenheimer                                | Đan Mạch, Norway, Phần Lan, Vương quốc Anh, Indonesia |
| Love and Mercy            | Love and Mercy       | Bill Pohlad                                       | Hoa Kỳ                                                |
| The Misplaced World       | Die abhandene Welt   | Margarethe von Trotta                             | Đức                                                   |
| Selma                     | Selma                | Ava DuVernay                                      | Vương quốc Anh, Hoa Kỳ                                |
| The Seventh Fire          | The Seventh Fire     | Jack Pettibone Riccobono                          | Hoa Kỳ                                                |
| Virgin Mountain           | Fúsi                 | Dagur Kári                                        | Iceland, Đan Mạch                                     |
| Woman in Gold             | Woman in Gold        | Simon Curtis                                      | Vương quốc Anh, Hoa Kỳ                                |

### Berlinale Classics
Các bộ phim sau đây đã được lựa chọn để trình chiếu trong mục Berlinale Classics:
| Tên tiếng Anh          | Tên chính thức           | Đạo diễn           | Quốc gia sản xuất và năm |
| ---------------------- | ------------------------ | ------------------ | ------------------------ |
| Born in '45            | Jahrgang 45              | Jürgen Böttcher    | Đông Đức (1966)          |
| The Cat Has Nine Lives | Neun Leben hat die Katze | Ula Stöckl         | Tây Đức (1968)           |
| Goldfinger             | Goldfinger               | Guy Hamilton       | Vương quốc Anh (1964)    |
| In Cold Blood          | In Cold Blood            | Richard Brooks     | Hoa Kỳ (1967)            |
| Variety                | Varieté                  | Ewald André Dupont | Đức (1925)               |

## Các giải thưởng

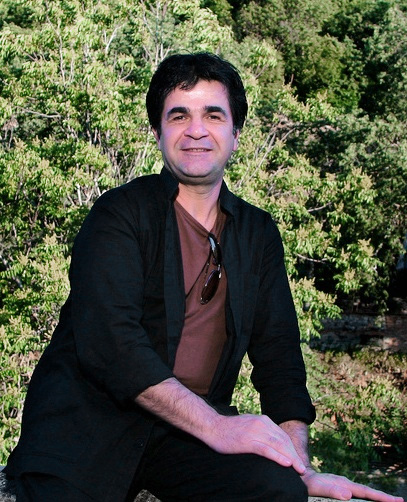
Giải Gấu vàng năm 2015 được trao cho phim Taxi của đạo diễn người Iran, Jafar Panahi.

Dưới đây là các giải đã được trao tặng
- Gấu vàng – Taxi by Jafar Panahi
- Jury Grand Prix (Gấu bạc) – The Club bởi Pablo Larraín
- Giải Alfred Bauer (Gấu bạc) – Ixcanul Volcano bởi Jayro Bustamante
- Giải Gấu bạc cho đạo diễn xuất sắc nhất
  - Radu Jude cho Aferim!
  - Małgorzata Szumowska cho Body
- Giải Gấu bạc cho nữ diễn viên xuất sắc nhất – Charlotte Rampling cho 45 Years
- Giải Gấu bạc cho nam diễn viên xuất sắc nhất – Tom Courtenay cho 45 Years
- Giải Gấu Bạc cho Best Script – Patricio Guzmán cho The Pearl Button
- Giải Gấu Bạc cho những đóng góp xuất sắc trong nghệ thuật điện ảnh
  - Sturla Brandth Grøvlen cho Victoria
  - Sergey Mikhalchuk và Evgeniy Privin cho Under Electric Clouds
- Best First Feature Award – 600 Miles bởi Gabriel Ripstein[19]
- Giải Panoroma do khán giả bình chọn[20]
  - Giải nhất: The Second Mother bởi Anna Muylaert
  - Giải nhì: Stories of Our Lives bởi Jim Chuchu
  - Giải ba: Tough Love bởi Rosa von Praunheim
- Giải Teddy: Nasty Baby bởi Sebastián Silva[21]
- Giải FIPRESCIize[22]
  - Competiton: Taxi bởi Jafar Panahi
  - Panorama: A Minor Leap Down bởi Hamed Rajabi